# Sandybell (singolo)
Sandybell è un singolo discografico di Steffi e le Mele Verdi, pubblicato nel 1983.

## Tracce
1. Sandybell – 3:35 (testo: Mitzi Amoroso – musica: Corrado Castellari)
2. Sandybell (strumentale) – 3:35 (musica: Corrado Castellari)

## Descrizione
Il primo brano è la sigla dell'anime Hello! Sandybell mentre il secondo è la versione strumentale del primo.
Il brano è stato scritto da Mitzi Amoroso, su musica di Corrado Castellari e con gli arrangiamenti di Maurizio Bassi. La canzone è interpretata da Stefania Bruno, con ai cori lo stesso Castellari e Norina Piras. Sul lato B è incisa la versione strumentale.